# Massimo Lodolo
Massimo Lodolo (Roma, 12 novembre 1959) è un doppiatore, direttore del doppiaggio e attore italiano.

## Biografia

Massimo Lodolo (a destra), insieme a Ennio Coltorti e a Liliana Eritrei nel 1990

Massimo Lodolo è di origini siciliane e friulane. Inizia come autodidatta, esordendo in televisione da bambino, come protagonista di alcuni spot diretti dallo zio Sandro Lodolo. Dai sedici ai diciotto anni si cimenta come conduttore nel circuito delle prime radio libere romane.
Nell'ottobre 1981 esordisce in teatro nel ruolo di Giovanni Battista nella Salomè di Oscar Wilde con la regia di Giuseppe Rossi Borghesano. Negli anni a seguire lavora nei teatri stabili dell'Aquila e di Palermo e per la compagnia stabile del Teatro Manzoni di Roma diretta da Carlo Alighiero, che lo porterà a rappresentare per la prima volta in Cina Il servitore di due padroni di Carlo Goldoni, nel ruolo di Florindo.
Nel 1984 frequenta il corso di doppiaggio del Gruppo Trenta di Renato Izzo, cui si legherà poi in esclusiva per alcuni anni. Doppia, tra gli altri, Brad Pitt in Thelma & Louise, Gary Oldman in Air Force One, Val Kilmer in Willow, Kevin Costner in Revenge - Vendetta, Nicolas Cage in Cuore selvaggio e Tim Roth in Pulp Fiction. Intanto, tra cinema e televisione interpreta come attore ruoli primari e comprimari in film diretti, tra gli altri, da Giuseppe Piccioni, Carlo Carlei, Stelvio Massi e Antonello Grimaldi.
In teatro per la regia di Mauro Bolognini ha interpretato il ruolo di Laudisi nel Così è se vi pare di Pirandello, con Alida Valli nel ruolo della Sig.ra Frola, e per la regia di Gabriele Lavia il ruolo di Guido Venanzi ne Il giuoco delle parti di Pirandello, con Umberto Orsini nel ruolo di Leone. Doppiatore italiano ricorrente di attori come Vincent Cassel, Jason Isaacs (nel ruolo di Lucius Malfoy), Tim Roth, Andy García, Gary Oldman, Alfred Molina, John Turturro e David Thewlis.
Dal 2008 è lo speaker ufficiale di Rai 4.
Per il Festival nazionale del doppiaggio 'Voci nell'ombra' nel 2018 è stato premiato con l'Anello d'oro sezione cinema come miglior voce protagonista maschile per il doppiaggio di Daniel Day-Lewis nel film Il filo nascosto, nel 2023 con l'Anello d'oro sezione televisione come miglior voce protagonista maschile per il doppiaggio di Kevin Costner nella serie tv Yellowstone.

## Filmografia

### Attore

#### Cinema
- Stasera in quel palazzo, regia di Michelangelo Pepe - mediometraggio (1991)
- Chiedi la luna, regia di Giuseppe Piccioni (1991)
- Blu notte, regia di Giorgio Serafini (1992)
- La corsa dell'innocente, regia di Carlo Carlei (1992)
- Alto rischio, regia di Stelvio Massi (1993)
- Il cielo è sempre più blu, regia di Antonello Grimaldi (1996)
- Ilona arriva con la pioggia, regia di Sergio Cabrera (1996)

#### Televisione
- Parole e baci, regia di Rossella e Simona Izzo (1987)
- I figli del vento, regia di Enzo Doria (1989)
- Dalla notte all'alba, regia di Cinzia TH Torrini (1992)
- L'ispettore anticrimine, regia di Paolo Fondato (1992)
- Scoop, regia di José María Sánchez (1992)
- Una questione privata, regia di Alberto Negrin (1993)
- L'aquila della notte, regia di Cinzia TH Torrini (1994)
- La famiglia Ricordi, regia di Mauro Bolognini (1995)
- Caro maestro 2, regia di Rossella Izzo (1996-1997)
- Una famiglia in giallo, regia di Luciano Odorisio (2005)

## Doppiaggio

### Cinema
- Tim Roth in Vincent & Theo, Rosencrantz e Guildenstern sono morti, Pulp Fiction, Four Rooms, Uccidere il re, Che fine ha fatto Pete Smalls?, La frode, Broken - Una vita spezzata, The Liability, Selma - La strada per la libertà, A un miglio da te, Luce, Sundown, Rinascita, CIA - Un uomo nel mirino
- Vincent Cassel in Irréversible, Blueberry, Agents secrets, Sheitan, Nemico pubblico N. 1 - L'istinto di morte, Nemico pubblico N. 1 - L'ora della fuga, In trance, Partisan, Il mondo è tuo, Underwater, Asterix & Obelix - Il regno di mezzo, I tre moschettieri - D'Artagnan
- Alfred Molina in Spider-Man 2, Il Codice Da Vinci, E lucean le stelle, An Education, Abduction - Riprenditi la tua vita, Vendetta e redenzione, Show Me a Hero, Spider-Man: No Way Home
- Andy García in Ocean's Eleven - Fate il vostro gioco, Ocean's Twelve, Ocean's Thirteen, I colori dell'anima, A Dark Truth - Un'oscura verità, Cristiada, Geostorm
- Richard E. Grant in Henry & June, Trial & Retribution III, Il mastino dei Baskerville, L'ora più bella, Come ti ammazzo il bodyguard 2 - La moglie del sicario, Argylle - La super spia, Death of a Unicorn
- John Turturro in Barton Fink - È successo a Hollywood, Mr. Deeds, Secret Window, Zohan - Tutte le donne vengono al pettine, Lo schiaccianoci
- Jason Isaacs in Harry Potter e la camera dei segreti, Harry Potter e il calice di fuoco, Harry Potter e l'ordine della fenice, Harry Potter e i Doni della Morte - Parte 1, Harry Potter e i Doni della Morte - Parte 2
- David Thewlis in Restoration - Il peccato e il castigo, Timeline - Ai confini del tempo, London Boulevard, Anonymous
- Val Kilmer in Willow, Alexander, Stateside - Anime ribelli, Il cattivo tenente - Ultima chiamata New Orleans, 7 below, L'uomo di neve
- Gary Oldman in Una vita al massimo, Air Force One, Codice Genesi, Lo spazio che ci unisce, Tau, The Courier, Oppenheimer
- Colin Firth in Shakespeare in Love, Love Actually - L'amore davvero, False verità
- Christopher Walken in Un topolino sotto sfratto, Kiss Toledo Goodbye, Cambia la tua vita con un click
- Willem Dafoe in Così lontano, così vicino!, The Aviator, 4:44 - Ultimo giorno sulla terra
- Will Patton in Fuori orario, Alla ricerca dell'assassino, Nome in codice: Cleaner
- Peter Stormare in Fargo, Bad Boys II, I fratelli Grimm e l'incantevole strega, Insanitarium, Bad Milo!, Clown
- Jeff Goldblum in Le ragazze della Terra sono facili, Adam Resurrected
- Jackie Chan in The Karate Kid - La leggenda continua
- Denis Leary in La seconda guerra civile americana, Amori e imbrogli, Small Soldiers, Scherzi della natura
- Benicio del Toro in Thor: The Dark World, Guardiani della Galassia, Avengers: Infinity War
- Denzel Washington in Il coraggio della verità, Antwone Fisher
- John C. McGinley in L'ombra di mille soli, 110 e frode, Follie in America
- Nicolas Cage in Cuore selvaggio, Tokarev, Vendetta - Una storia d'amore
- Ted Danson in Tre scapoli e un bebè, Tre scapoli e una bimba, Cugini, Dad - Papà, Loch Ness
- Javier Bardem in The Counselor - Il procuratore, Escobar - Il fascino del male
- Woody Harrelson in Rampart, The War - Il pianeta delle scimmie
- Christopher Eccleston in 28 giorni dopo, G.I. Joe - La nascita dei Cobra, G.I. Joe - La vendetta, G.I. Joe: Ever Vigilant
- Wesley Snipes in Jungle Fever, Brooklyn's Finest
- Rob Schneider in Hong Kong colpo su colpo, 50 volte il primo bacio, La Missy sbagliata
- Kevin Costner in Revenge - Vendetta, Il diritto di contare, Horizon: An American Saga - Capitolo 1
- Jackie Chan in The Karate Kid - La leggenda continua, Karate Kid: Legends
- Gabriel Byrne in Assault on Precinct 13, Carrie Pilby
- Dermot Mulroney in Angeli, Griffin & Phoenix
- Daniel Day-Lewis in Il filo nascosto
- Michael Maloney in Amleto
- Daniel Auteuil in L'avversario
- Jeff Fahey in Doppia identità, Machete
- Tony Leung Chiu-Wai in 2046
- Eric Roberts in In fuga dal passato, Falso indizio, DOA: Dead or Alive, The Butcher, Babylon
- Don McKellar in eXistenZ, Blindness - Cecità
- James LeGros in Drugstore Cowboy, Point Break - Punto di rottura, L'autostoppista
- Robert Patrick in The Faculty, Charlie's Angels - Più che mai
- Gary Cole in Appuntamento da sogno!, Conspiracy
- Lambert Wilson in Matrix Reloaded, Matrix Revolutions
- Jean-Hugues Anglade in Killing Zoe, Una vita nascosta, 7 uomini a mollo
- Corbin Bernsen in Hello again, Rust
- Michael Biehn in Rischio mortale, Dragon Squad
- Steven Seagal in Pistol Whipped - L'ultima partita
- Kiefer Sutherland in La prossima vittima
- James Woods in Un colpo di fulmine
- Barry Miller in Il viaggio di Natty Gann
- Marton Csokas in xXx
- Anthony Perkins in Doppio negativo, Lovin' Molly
- Robert John Burke in L'incredibile verità, Killer - Diario di un assassino, Confessioni di una mente pericolosa
- Daniel Gimenez Cacho in Aro Tholbukin - Nella mente dell'assassino, Nicotina
- Antonio de la Torre in Il regno, Il piano
- Ricky Gervais in Muppets 2 - Ricercati
- Kim Coates in La formula della morte, Hero Wanted
- Billy Drago in L'angelo della vendetta, Blood Money
- David "Shark" Fralick in Fino all'inferno, Lockdown - Dietro le sbarre
- Brendan Fraser in Amiche per sempre, Crash - Contatto fisico, Rapina a Belfast
- Peter Greene in End Game, Il cacciatore di ex
- Jeremy Northam in Dean Spanley
- Randy Quaid in Independence Day
- Johnny Messner in Weaponized
- Yoo Ji-tae in Old Boy
- Nicholas Guest in National Lampoon's - Vacanze di Natale, Un Natale esplosivo
- Cole Hauser in Tigerland, Sotto corte marziale
- Gregg Henry in Fever - Ultimo desiderio: uccidi!, Ballistic
- Ciarán Hinds in Mickybo & Me, Closed circuit
- Arliss Howard in Tequila Sunrise, Amistad
- Jeffrey Jones in L'angelo della vendetta, Amadeus
- Orlando Jones in Liberty Heights, Le riserve, The Time Machine
- David Keith in Major League - La rivincita, Clover Bend
- Stephen Bogaert in It, It - Capitolo due
- David La Haye in Licantropia, I nuovi eroi
- Eb Lottimer in Killer Machine
- Angus Macfadyen in Facade, Equilibrium
- Tim Matheson in A Kiss to Die For, Omicidi firmati, Storia di noi due
- Dylan McDermott in Sonny & Pepper - Due irresistibili cowboy, Wonderland, Party Monster
- Thomas Kretschmann in Resident Evil: Apocalypse
- Mike McGlone in Poliziotto speciale,  Hardball
- Sven Nordin in Elling, Love Me Tomorrow
- David O'Hara in Braveheart - Cuore impavido, Amori e imbrogli
- Michael Paré in Sotto la cenere, Fuoco incrociato, BloodRayne II: Deliverance
- Adrian Pasdar in I guerrieri del sole, Wounded
- Tim Allen in Fuga dal Natale
- Ercan Durmaz in Maga Martina 2 - Viaggio in India
- Steve Carell in Vita da strega
- Enrico Colantoni in Homeland Security
- Sean Bean in Troy
- Kevin Spacey in Heartburn - Affari di cuore
- Oliver Masucci in Lui è tornato
- Tony Goldwyn in Ghost - Fantasma
- Cary-Hiroyuki Tagawa in Planet of the Apes - Il pianeta delle scimmie
- Benoît Vallès in Li chiamarono... briganti!
- Al Sapienza in Codice di sicurezza
- Rowan Atkinson in Rat Race
- Chris Mulkey in Dragon Wars
- Reg Rogers in Un boss sotto stress
- Jim Holt in Un grido nella notte
- Howard Ross in Vacanze di Natale '95
- Woody Brown in Sotto accusa
- Simon Farnaby in Paddington, Paddington 2, Paddington in Perù
- John Slattery in La guerra di Charlie Wilson
- Boman Irani in L'amore porta fortuna,
- Stephen Tobolowsky in Due nel mirino
- Yutaka Takenouchi in Shin Godzilla
- Paul Kersey in Hulk
- Nicolas Bro in Antboy
- Dario Parisini in Il grande Blek
- Nael Aly in Omicidio al Cairo
- Ricardo Darín ne Il presidente
- Billy Crudup in Alien: Covenant
- Jonathan Hansler in Axed
- Brad Pitt in Thelma & Louise

### Serie televisive
- Kevin Costner in Storie incredibili, Yellowstone
- Bobby Cannavale in Mr Robot
- Roger Rees in West Wing - Tutti gli uomini del Presidente
- Tim Roth in Klondike
- Val Kilmer in XIII - Il complotto
- Klaus Maria Brandauer in La rivoluzione francese
- Ted Danson in I viaggi di Gulliver
- Pierce Brosnan in Il giro del mondo in 80 giorni
- Anthony Head in Manchild, Due ragazzi e una ragazza, The Stranger
- Alfred Molina in Innocente, Da tre a zero, Show Me a Hero
- Roger Bart in Graves, Una serie di sfortunati eventi
- Jeff Goldblum in Framed
- Harry Anderson in It
- Lewis Smith in Nord e Sud
- Thomas Lockyer in Jesus
- Sebastian Koch in Napoléon
- Robert Patrick in Caccia al killer
- Rupert Graves in Charles II: The Power & the Passion
- Rutger Hauer in Il magico regno delle favole
- Justin Salinger in Il giovane Hitler
- Sebastian Roché in La leggenda di Earthsea
- Mark Gibbon in I cavalieri di Bloodsteel
- Marc Riouful in Dolmen
- Yvon Back in Lagardère
- Toby Stephens in Jane Eyre
- Alan Cumming in Ritorno al mondo di Oz
- Iain Glen in Into the Storm - La guerra di Churchill
- John Savage in Prima che le donne potessero volare, Sucker Free City
- John Hannah in Il ritorno del maggiolino tutto matto
- Bruce Payne in San Giovanni - L'apocalisse
- Eric Roberts in Per amore, per vendetta, Roughing it, Colpo di Natale
- Peter Greene in Costretti a fuggire, Law & Order - I due volti della giustizia, Justified
- Patrick Duffy in Desolation Canyon
- John Schneider in Temporale perfetto
- Peter Outerbridge in Un delitto da milioni di dollari
- David Palffy in Premonition - Minuti contati
- Gregg Henry in Legame di sangue
- Antonio Sabato Jr. in Getaway - La fuga, Fuori tempo massimo
- Robert Addie in Maria, madre di Gesù
- Michael Massee in Momentum
- Linden Ashby in The Lake - Il mistero del lago
- Chris Sarandon in Sulle tracce del testimone
- Arye Gross in La sfida di Artù
- Huub Stapel in L'angelo e l'assassino
- James Colby in Profiler - Intuizioni mortali
- George Clooney in Riptide, Hotel, Cuori senza età
- Arsenio Hall in Più forte ragazzi
- Christopher Meloni in Scuola di football
- Steve Buscemi in Boardwalk Empire - L'impero del crimine
- Andy García in Ballers
- Kristofer Hivju in Il trono di spade
- Enrico Colantoni in Veronica Mars
- David Bamber in Roma
- Alec Baldwin in Will & Grace
- Woody Harrelson in Will & Grace
- David Bowie in Extras
- Martin Cummins in Dark Angel
- John Savage in Star Trek: Voyager
- Christopher Heyerdahl in Supernatural
- Eric Roberts in Oz
- Colin Cunningham in Falling Skies
- Ben Daniels in Spooks, The Exorcist
- Bryan Cranston in Supercopter, Un detective in corsia
- Geraint Wyn Davies in Forever Knight
- Joe Pantoliano in Simon & Simon, Roswell
- Greg Germann in Hawaii Five-0, C'era una volta
- Chris Mulkey in La bella e la bestia
- John Pyper-Ferguson in Sentinel
- Daniel Gerroll in Sisters
- Grant Shaw in Point Pleasant
- Michael Massee e Francesco Quinn in 24
- David Morrissey in The missing
- Jeffrey Combs in Star Trek: Enterprise
- Robert Davi in Stargate Atlantis
- Michail Baryšnikov in Sex and the City
- Keith Szarabajka in Profit
- D.B. Sweeney in Harsh Realm
- Peter Macdissi in Six Feet Under
- Costas Mandylor in I professionisti
- Tom McCamus in Mutant X
- Anthony Cistaro in Witchblade
- Jaime Tirelli in Oz
- Rick Hoffman in Philly
- Jeffrey D. Sams in Wasteland
- Jake Weber in Quello che gli uomini non dicono
- Stephen Baldwin in CSI: Scena del crimine
- Dean Norris in La bella e la bestia, Nash Bridges
- Steven Weber in Wings, Le regole del delitto perfetto
- Rod Lousich in Power Rangers Operation Overdrive
- Eric Loren in Scuola di streghe
- Steven Grives in Beastmaster
- Paul Miller in PSI Factor
- Ian Tracey in Intelligence, 4400
- Peter Wingfield in Cold Squad - Squadra casi archiviati
- Peter Miller in Ciao bella
- Stephan Benson in Delta Team
- Ben Miller in Primeval
- Paul McGann in Luther
- Peter Capaldi in The Musketeers
- Oliver Masucci in Dark
- Rupert Everett ne Il nome della rosa
- Michael Nader in Flash
- Iain Glen in Jack Taylor
- William R. Moses in Melrose Place
- Jack Wagner in Beautiful
- Larry Hagman in Dallas (ridoppiaggio)
- Hunt Block in California
- David Woodley in Home and Away
- Vincent Cassel in Westworld - Dove tutto è concesso
- Gustavo Garzón in La donna del mistero, La donna del mistero 2
- Fernando Ciangherotti in La mia seconda madre
- Carlos Fraga in  Piccola Cenerentola
- Reginaldo Faria in Destini
- Martín O'Connor in La forza dell'amore
- Vincent Cassel in Westworld - Dove tutto è concesso
- Richard E. Grant in Doctor Who

### Animazione
- Seiji in Ken il guerriero - La città stregata, Ken il guerriero - La tecnica proibita e Ken il guerriero - Quando un uomo si fa carico della tristezza
- Maltazard in Arthur e il popolo dei Minimei, Arthur e la vendetta di Maltazard, Arthur e la guerra dei due mondi
- Optimus Prime in Transformers: Robots in Disguise, Transformers: Armada e Transformers: Energon
- Lucky, il cane ne Il dottor Dolittle 3, Il dottor Dolittle 5
- De Castor in Le avventure di Winnie the Pooh, Il primo Halloween da Efelante
- Bugs Bunny in Daffy Duck's Quackbusters - Agenzia acchiappafantasmi
- Col. Cutter in Z la formica
- Potifar in Giuseppe - Il re dei sogni
- Grifone in La spada magica - Alla ricerca di Camelot
- Ciambellano ne La gabbianella e il gatto
- Frankie in Shark Tale
- Gaspare in Bécassine
- Gen. Gato in TMNT
- Prof. MacKrill in Aiuto! Sono un pesce
- Dune e Folken Fanel in Escaflowne - The Movie
- Lord Shen in Kung Fu Panda 2 e Kung Fu Panda 4
- Immortal Warrior in Rio 2096 - Una storia d'amore e furia
- Zeda in Capitan Harlock - L'Arcadia della mia giovinezza (ridoppiaggio)
- Barendos in Ufo Robot Goldrake contro il Grande Mazinga (ridoppiaggio parziale)
- Il Burattinaio in Ghost in the Shell (ridoppiaggio)
- Castoro in Lilli e il vagabondo (ridoppiaggio)
- Giovanni Battista in The Miracle Maker
- Sarousch ne Il gobbo di Notre Dame II
- Skunk in Metropolis
- Guardia Thug 1 in Basil l'investigatopo
- Volto in Padre Pio
- Tiro fisso in Corto Maltese: Tropico del Capricorno
- Parker in La leggenda della montagna incantata
- Robot Diavolo (st. 4), Yivo (Futurama - La bestia con un miliardo di schiene) in Futurama
- Leeyoon in Mune - Il guardiano della luna
- Cavaliere del Teschio in Berserk - L'epoca d'oro
- Regis Lucis Caelum in Kingsglaive: Final Fantasy XV
- Frederick Sackville-Bagg in Vampiretto
- Moriarty in Sherlock Gnomes
- Grimmel il Grifagno in Dragon Trainer - Il mondo nascosto
- Capitan Sciabola in Capitan Sciabola e il diamante magico
- Comandante Barendos in UFO Robot Goldrake contro il Grande Mazinga
- Telespalla Bob (ep.17.8) Matt Groening, Liam Neeson e altri personaggi secondari ne I Simpson
- Gustino ne I Puffi
- Lattugone ne Gli Snorky
- Quest ne Il mondo di Quest
- Lloyd Christmas in Scemo e più scemo
- Rip Smashenburn in Game Over
- Conte Zap in MegaMan NT Warrior
- Master Yo in Yin Yang Yo!
- Nelson Thorndyke in Sonic X
- Aarch in Galactik Football
- Voce narrante in Tractor Tom
- Veterinario in Nerina la mucca
- Maurice in Frog
- Voce narrante in Conan il ragazzo del futuro
- Dante in Violence Jack
- Gushon in Mao Dante
- Loki in Juniper Lee
- Rikudo Syuei in Saiyuki - La leggenda del demone dell'illusione
- Bunta Fujiwara in Initial D
- Folken Fanel in I cieli di Escaflowne
- Masami Hirukawa in Paranoia Agent
- Sanetoshi Watase in Mawaru-Penguindrum
- Talisman in Psycho-Pass
- Gandal in Goldrake U
- Preside Kurihara in Prison School
- Master Soo in Pucca
- Rippen in Penn Zero: Eroe Part-Time
- Red Dragon in Superkar
- Dr. Leo Remy in Kong - Re dei primati
- Will B. Good in Ergo Proxy
- Carbone in Adrian
- Spirito Della Vergogna in Big Mouth e Human Resources
- Gilbert in Sadie e Gilbert
- Nergal in Hazbin Hotel
- Bianconiglio in Devil May Cry

### Videogiochi
- Maximilian in Overwatch 2 (2022)[1]
- Gandal in UFO Robot Goldrake: Il banchetto dei lupi (2023)[2]

## Teatro (parziale)
- Il tempo di una notte: Eleonora ed Enrichetta, regia di Luca Brignone
- Il giuoco delle parti, regia di Gabriele Lavia
- Così è (se vi pare), regia di Mauro Bolognini
- Il servitore di due padroni, regia di Carlo Alighiero
- Arriva l'ispettore, regia di Stefano Marcucci
- I capricci di Marianna, regia di Carlo Simoni
- Il mercante di Venezia, regia di Pietro Carriglio
- Luoghi per Giulietta e Romeo, regia di Carlo Montesi
- Otello, regia di Antonello Campobasso
- Una giornata come oggi, regia di Rosario Galli
- Salomè, regia di Giuseppe Rossi Borghesano

## Radio
- Il ritorno di Belfagor, regia di Italo Moscati (Radio 2)
- Jolanda, la figlia del Corsaro Nero, regia di Arturo Villone (Radio 2)
- Al Capone, regia di Barbara Barni (Radio 3)
- Un caso di eresia, regia di Biagio Scrimizzi (Radio 3)
- L'albero sotto il tetto, regia di Giuseppe Venetucci (Radio 2)
- Mata Hari, regia di Arturo Villone (Radio 2)
- Diabolik: senza maschera, regia di Arturo Villone (Radio 2)
- Giovanna D'Arco, la pulzella d'Orleans, regia di Arturo Villone (Radio 2)
- Il Graal: un codice eterno, regia di Ugo Margio (Radio 2)
- Frank Zappa, regia di Christian Iansante

## Riconoscimenti (parziale)
- Festival Nazionale del Doppiaggio Voci nell'ombra
  - 2018 – Anello d'oro sezione cinema - Miglior voce protagonista maschile per Il filo nascosto